# Neynīzak
Neynīzak (persiska: ننيزك, نانزَك, نينيزک, Nanīzak) är en ort i Iran.   Den ligger i provinsen Bushehr, i den centrala delen av landet, 700 km söder om huvudstaden Teheran. Neynīzak ligger 174 meter över havet och antalet invånare är 562.
Terrängen runt Neynīzak är varierad.Runt Neynīzak är det ganska glesbefolkat, med 43 invånare per kvadratkilometer. Närmaste större samhälle är Borāzjān, 13,4 km nordväst om Neynīzak. Omgivningarna runt Neynīzak är i huvudsak ett öppet busklandskap.